# Riot Act Tour
Il Riot Act Tour è il tour tra la fine del 2002 e l'inizio il 2003 dai Pearl Jam, per promuovere l'album Riot Act.
Il tour è stato documentato grazie alla lunga serie di "bootleg ufficiali", dei quali sei di questi furono venduti anche nei negozi di dischi. La canzone "Arc" fu suonata in nove show della seconda parte del tour e le liriche furono dedicate alle persone che morirono al Roskilde; la canzone non fu inclusa in nessuno bootleg. Il secondo dei "Warm-up shows", fu pubblicato come DVD, Live at the Showbox, disponibile anche sul sito-web della band. Il primo dei due show al Madison Square Garden di New York, fu pubblicato come DVD e fu chiamato Live at the Garden. Questo fu il primo tour con Boom Gaspar alle tastiere.

## Date

### Warm-Up Shows
- 05/12/02 -  Seattle, Washington, USA - The Showbox
- 06/12/02 -  Seattle, Washington, USA - The Showbox
- 08/12/02 -  Seattle, Washington, USA - KeyArena
- 09/12/02 -  Seattle, Washington, USA - KeyArena

### Pacifico
- 08/02/03 -  Brisbane, Australia - Brisbane Entertainment Centre
- 09/02/03 -  Brisbane, Australia - Brisbane Entertainment Centre
- 11/02/03 -  Sydney, Australia - Sydney Entertainment Centre
- 13/02/03 -  Sydney, Australia - Sydney Entertainment Centre
- 14/02/03 -  Sydney, Australia - Sydney Entertainment Centre
- 16/02/03 -  Adelaide, Australia - Adelaide Entertainment Centre
- 18/02/03 -  Melbourne, Australia - Rod Laver Arena
- 19/02/03 -  Melbourne, Australia - Rod Laver Arena
- 20/02/03 -  Melbourne, Australia - Rod Laver Arena
- 23/02/03 -  Perth, Australia - Burswood Dome
- 28/02/03 -  Sendai, Giappone - Izumity 21
- 01/03/03 -  Yokohama, Giappone - Pacifico Yokohama
- 03/03/03 -  Tokyo, Giappone - Budokan
- 04/03/03 -  Osaka, Giappone - Kosei Nenkin Kaika
- 06/03/03 -  Nagoya, Giappone - Nagoyashi Kokaido

### Nord America 1
- 01/04/03 -  Denver, Colorado, USA - Pepsi Center
- 03/04/03 -  Oklahoma City, Oklahoma, USA - Ford Center
- 05/04/03 -  San Antonio, Texas, USA - Verizon Wireless Amphitheater
- 06/04/03 -  The Woodlands, Texas, USA - Cynthia Woods Mitchell Pavilion
- 08/04/03 -  New Orleans, Louisiana, USA - Lakefront Arena
- 09/04/03 -  Pelham, Alabama, USA - Oak Mountain Amphitheater
- 11/04/03 -  West Palm Beach, Florida, USA - Sound Advice Amphitheater
- 12/04/03 -  Orlando, Florida, USA - House of Blues
- 13/04/03 -  Tampa, Florida, USA - St. Pete Times Forum
- 15/04/03 -  Raleigh, Carolina del Nord, USA - Alltel Pavilion at Walnut Creek
- 16/04/03 -  Charlotte, Carolina del Nord, USA - Verizon Wireless Amphitheater
- 18/04/03 -  Antioch, Tennessee, USA - Starwood Amphitheatre
- 19/04/03 -  Atlanta, Georgia, USA - HiFi Buys Amphitheatre
- 21/04/03 -  Lexington, Kentucky, USA - Rupp Arena
- 22/04/03 -  Saint Louis, Missouri, USA - Scottrade Center
- 23/04/03 -  Champaign, Illinois, USA - Assembly Hall
- 25/04/03 -  Cleveland, Ohio, USA - Gund Arena
- 26/04/03 -  Pittsburgh, Pennsylvania, USA - Mellon Arena
- 28/04/03 -  Filadelfia, Pennsylvania, USA - Wachovia Spectrum
- 29/04/03 -  Albany, New York, USA - Times Union Center
- 30/04/03 -  Uniondale, New York, USA - Nassau Veterans Memorial Coliseum
- 02/05/03 -  Buffalo, New York, USA - HSBC Arena
- 03/05/03 -  University Park, Pennsylvania, USA - Bryce Jordan Center

### Nord America 2
- 28/05/03 -  Missoula, Montana, USA - Adams Fieldhouse, University of Montana
- 30/05/03 -  Vancouver, Columbia Britannica, Canada - GM Place
- 01/06/03 -  Mountain View, California, USA - Shoreline Amphitheatre
- 02/06/03 -  Irvine, California, USA - Verizon Wireless Amphitheatre
- 03/06/03 -  Irvine, California, USA - Verizon Wireless Amphitheatre
- 05/06/03 -  San Diego, California, USA - IPayOne Center
- 06/06/03 -  Las Vegas, Nevada, USA - MGM Grand Arena
- 07/06/03 -  Phoenix, Arizona, USA - Cricket Pavilion
- 09/06/03 -  Dallas, Texas, USA - Smirnoff Music Centre
- 10/06/03 -  Little Rock, Arkansas, USA - Alltel Arena
- 12/06/03 -  Bonner Springs, Kansas, USA - Verizon Wireless Amphitheater
- 13/06/03 -  Council Bluffs, Iowa, USA - Mid-America Center
- 15/06/03 -  Fargo, Dakota del Nord, USA - Fargodome
- 16/06/03 -  Saint Paul, Minnesota, USA - Xcel Energy Center
- 18/06/03 -  Chicago, Illinois, USA - United Center
- 19/06/03 -  Cincinnati, Ohio, USA - Riverbend Music Center (CANCELLATO)
- 21/06/03 -  East Troy, Wisconsin, USA - Alpine Valley Music Theatre
- 22/06/03 -  Noblesville, Indiana, USA - Verizon Wireless Music Center
- 24/06/03 -  Columbus, Ohio, USA - Polaris Amphitheater
- 25/06/03 -  Clarkston, Michigan, USA - DTE Energy Music Theatre
- 26/06/03 -  Clarkston, Michigan, USA - DTE Energy Music Theatre
- 28/06/03 -  Toronto, Ontario, Canada - Molson Amphitheatre
- 29/06/03 -  Montréal, Québec, Canada - Bell Centre
- 01/07/03 -  Bristow, Virginia, USA - Nissan Pavilion
- 02/07/03 -  Mansfield, Massachusetts, USA - Tweeter Center for the Performing Arts
- 03/07/03 -  Mansfield, Massachusetts, USA - Tweeter Center for the Performing Arts
- 05/07/03 -  Camden, New Jersey, USA - Tweeter Center at the Waterfront
- 06/07/03 -  Camden, New Jersey, USA - Tweeter Center at the Waterfront
- 08/07/03 -  New York, New York, USA - Madison Square Garden
- 09/07/03 -  New York, New York, USA - Madison Square Garden
- 11/07/03 -  Mansfield, Massachusetts, USA - Tweeter Center for the Performing Arts
- 12/07/03 -  Hershey, Pennsylvania, USA - Hersheypark
- 14/07/03 -  Holmdel, New Jersey, USA - PNC Bank Arts Center
- 17/07/03 -  Città del Messico, Messico - Palacio de los Deportes
- 18/07/03 -  Città del Messico, Messico - Palacio de los Deportes
- 19/07/03 -  Città del Messico, Messico - Palacio de los Deportes

## Formazione
- Jeff Ament - Basso
- Stone Gossard - Chitarra ritmica
- Mike McCready - Chitarra solista
- Eddie Vedder - Voce e chitarra
- Matt Cameron - Batteria

Musicisti addizionali:
- Boom Gaspar - Hammond B3 e tastiere

## Gruppi di spalla
Warm-Up Shows
- NEO - (05/12/02)
- Steve Earle - (06/12/02 - 08/12/02)
- Brad - (08/12/02 - 09/12/02)
- Mudhoney - (09/12/02)

Pacifico
- Johnny Marr - (08/02/03 - 23/02/03)
- Betchadupa - (11/02/03 - 14/02/03)

Nord America 1
- Sleater-Kinney - (01/04/03 - 11/04/03, 13/04/03 - 18/04/03)
- Sparta - (19/04/03 - 03/05/03)

Nord America 2
- Idlewild - (28/05/03 - 18/06/03)
- Buzzcocks - (21/06/03 - 08/07/03)
- Sleater-Kinney - (09/07/03 - 19/07/03)